# Newton-le-Willows
Newton le Willows is een plaats in het bestuurlijke gebied St. Helens, in het Engelse graafschap Merseyside. De plaats telt ongeveer 21.000 inwoners.
Het is in spoorwegkringen bekend omdat hier in 1831 het eerste spoorwegknooppunt ter wereld werd aangelegd.

## Verkeer

### Autoverkeer
De dichtstbijzijnde autosnelweg is de M6 (Rugby - Gretna).

### Openbaar vervoer
Newton-le-Willows heeft twee treinstations: op de lijn Liverpool-Manchester liggen de stations Newton-le-Willows en Earlestown. Hoewel de naam anders doet vermoeden, is Earlestown het belangrijkste station van deze twee.
Ook het centrale busstation ligt bij station Earlestown.

## Bezienswaardigheden

### Kerken
- St Mary & St John R C Church (Katholiek)
- All Saints Church (Anglicaans)
- St Peter's Church (Anglicaans)

### Overige bezienswaardigheden
- The Sankey Viaduct (spoorviaduct over de Sankey Brook)

## Geboren
- Rodney Porter (1917-1985), biochemicus en Nobelprijswinnaar (1972)
- Rick Astley (1966), zanger